# Портрет Якоба Муффеля
«Портрет Якоба Муффеля» — картина олією на дошці роботи німецького майстра Альбрехта Дюрера. Написана 1526 року, пізніше переведена на полотно. Зараз картина зберігається у Берлінській картинній галереї.

## Історія
Якоб Муффель був нюрнберзьким патрицієм, членом Малої Ради міста, двічі обирався бургомістром. Він товаришував з Дюрером та його другом дитинства Віллібальдом Піркгаймером. Портрет Муффеля написаний незадовго до смерті останнього.
Портрет Якуба Муффеля Дюрер написав 1526 року в Нюрнберзі, того самого року, що й портрети Йоганна Клебергера та Ієроніма Гольцшуера. Якуб Муффель був бургомістром Нюрнберга, коли Дюрер подарував місту свої чотири панно Чотири Апостоли і ще дві інші картини.
Портрет Якуба Муффеля має ті самі розміри, що і портрет Гольцшуера, припускається, що обидва портрети були виготовлені до якоїсь урочистої церемонії й виставлялися в міській ратуші.

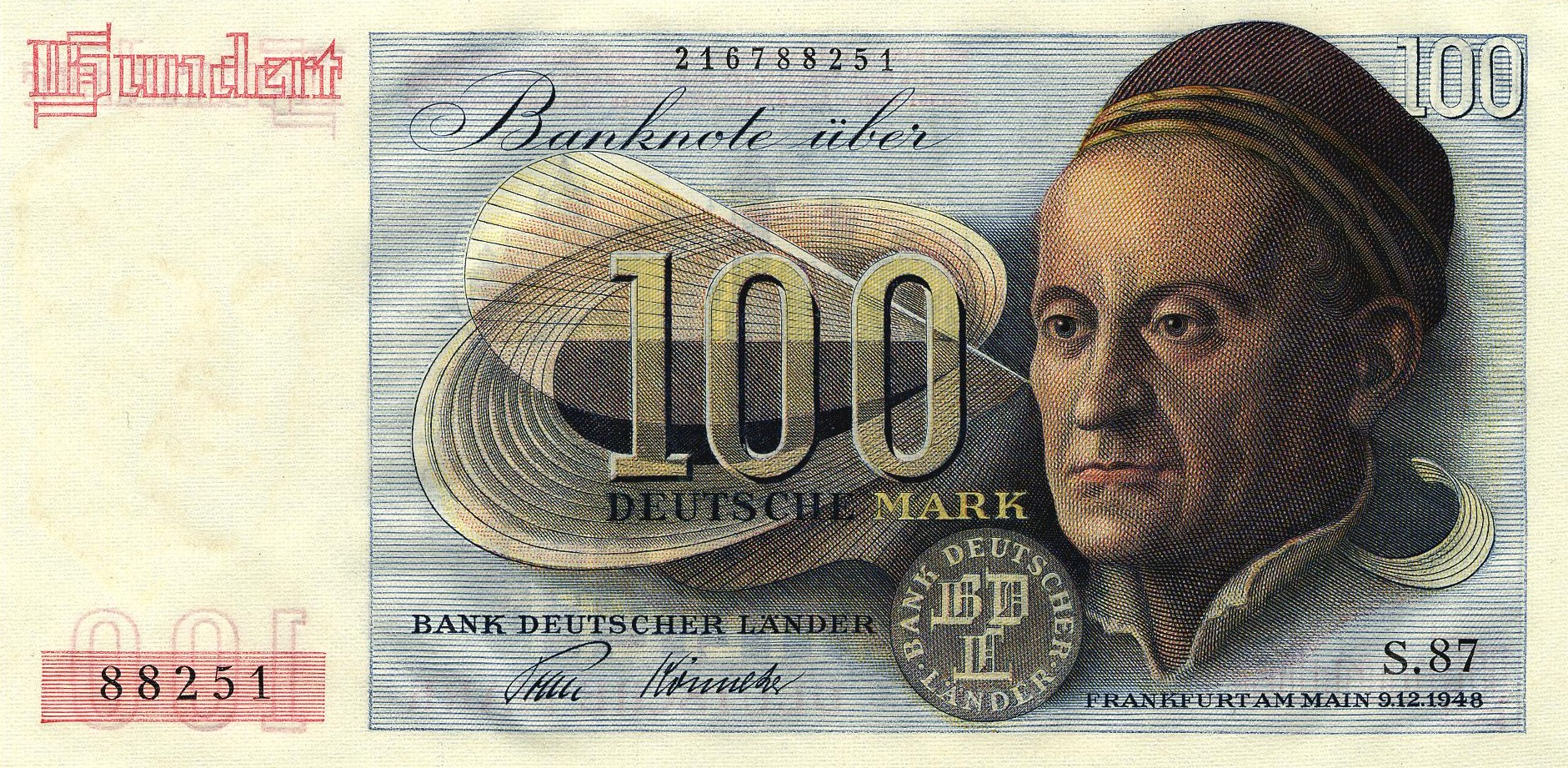
Портрет Якоба Муффеля на купюрі 100 західнонімецьких марок